# Pějme píseň dohola
Pějme píseň dohola je česká filmová komedie z roku 1990. Jedná se o režijní debut režiséra, producenta a člena Divadla Sklep Ondřeje Trojana i scenáristů Jana Hřebejka a Petra Jarchovského. Jedná se o poměrně pozoruhodné dílo, které je velmi podobné zvláštní poetice a humoru Divadla Sklep, jehož děj je úmyslně koncipován jako svérázné pásmo složené z absurdních, parodických, satirických a recesistických scének, které se odehrávají v prostředí letního dětského tábora někdejší Pionýrské organizace Socialistického svazu mládeže.
Atmosféru snímku také velmi silně poznamenala skutečnost, že v době jeho přípravy došlo v někdejším Československu k výrazným společenským změnám, snímek byl připravován v roce 1989, ale natáčení probíhalo až v roce 1990 po Sametové revoluci, jeho scénář musel být narychlo upravován a značně pozměněn. Dalším výrazným rysem tohoto díla je také účast řady neprofesionálních herců resp. neherců, což také přispělo k celkově velmi zvláštnímu vyznění celého díla.

## Děj
Děj filmu je založen příběhu mladého táborového praktikanta, který na tábor přijel sbírat své první zkušenosti, zejména ty sexuální. Jeho třítýdenní pobyt je však pln absurdních událostí, nesmyslných činností i trapných oficialit.

## Zajímavosti
- Snímek je pozoruhodný tím, že se stal posledním filmem, kde se ve své poslední filmové roli v životě objevil český komik Jiří Šašek.
- Úplně poprvé si zde zahrála tehdy zcela neznámá dospívající dívenka Anna Geislerová.

## Hrají
- Václav Chalupa, Ulrika Kotajná, Ladislav Brothánek, Jiří Strach, Jitka Andělová, Aňa Geislerová, Martin Janouš, Andrea Sousedíková